# Kaaawa
Cette page contient des caractères spéciaux ou non latins. S’ils s’affichent mal (▯, ?, etc.), consultez la page d’aide Unicode.
Kaaawa, en hawaïen Kaʻaʻawa, prononcé [kaʔaʔaʋa], est une localité des États-Unis située sur la côte nord-est d’Oahu, à Hawaï. Sa population s’élevait à 1 379 habitants lors du recensement de 2010.

## Démographie
| 2000  | 2010  | - | - | - | - |
| ----- | ----- | - | - | - | - |
| 1 041 | 1 379 | - | - | - | - |

## Galerie photographique

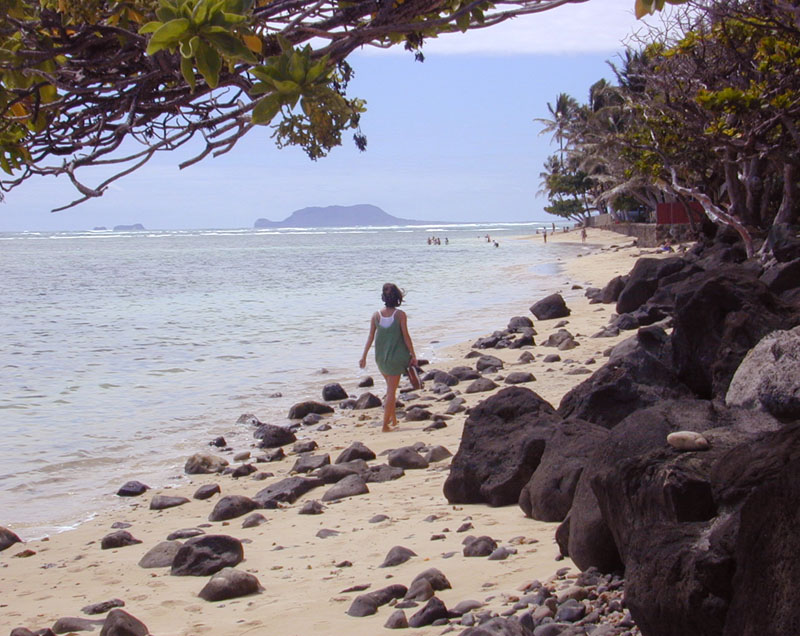
Une plage de Kaaawa